# Chromebook
Chromebook er en bærbar computer eller tablet, der kører på det Linux-baserede ChromeOS operativsystem. Oprindeligt designet til at være stærkt afhængige af webapplikationer til opgaver ved hjælp af Google Chrome-browseren, er Chromebook siden udvidet til at kunne køre Android og fuldgyldige Linux-apps siden henholdsvis 2017 og 2018. Alle understøttede apps kan installeres og startes ved siden af hinanden.